# Orobanche crenata
Orobanche crenata là loài thực vật có hoa thuộc họ Cỏ chổi. Loài này được Forssk. mô tả khoa học đầu tiên năm 1775.

## Hình ảnh

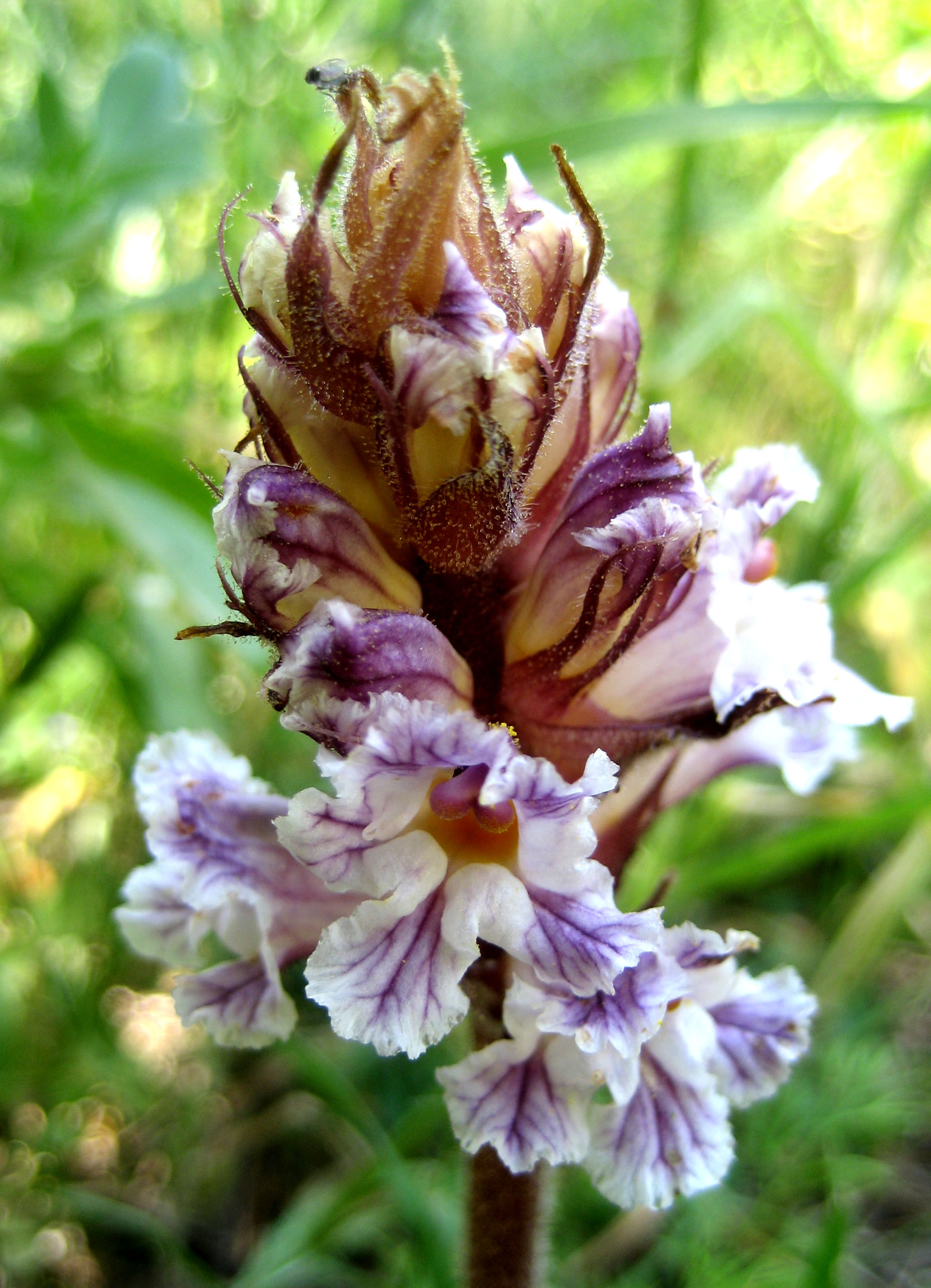
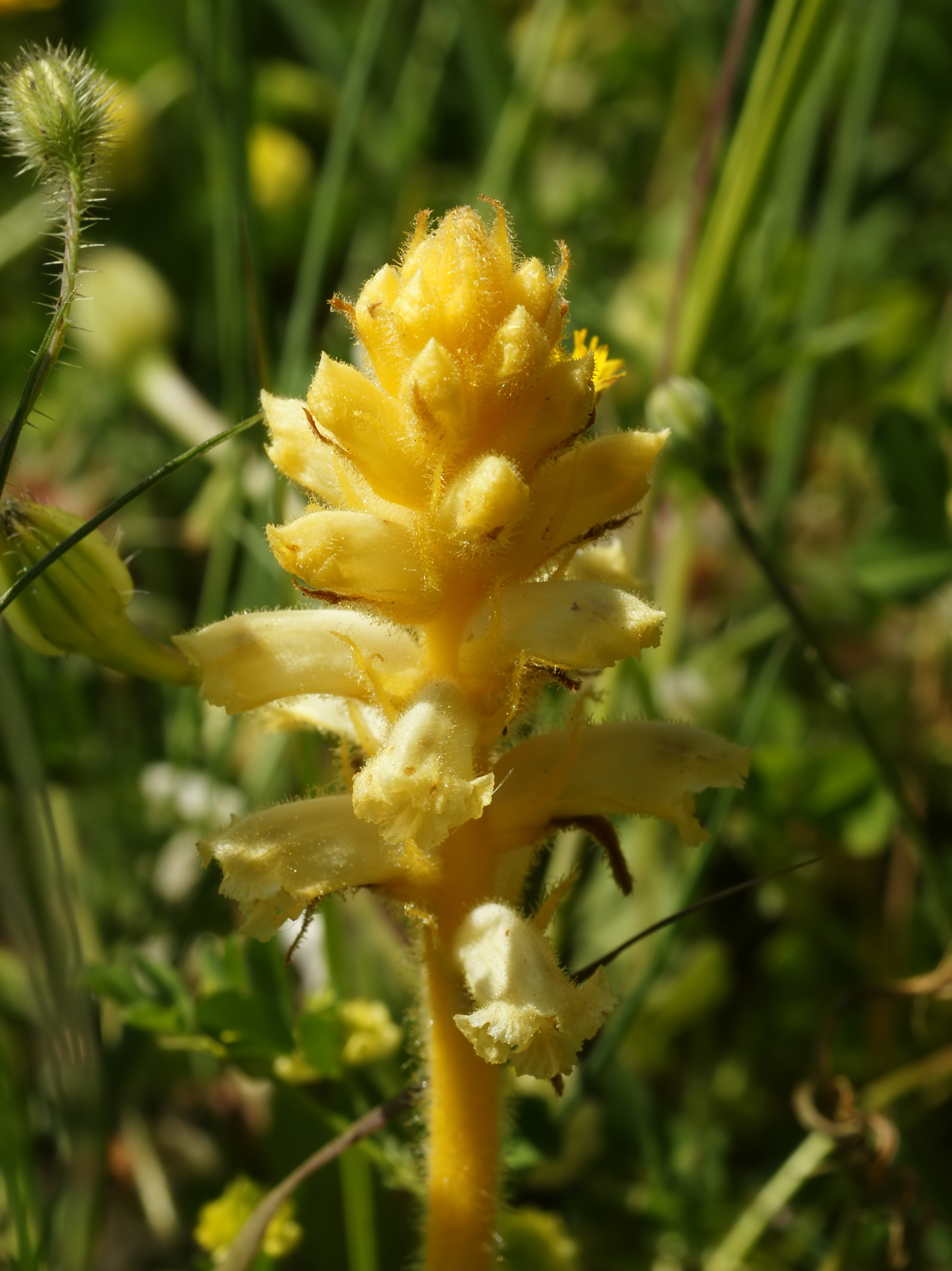
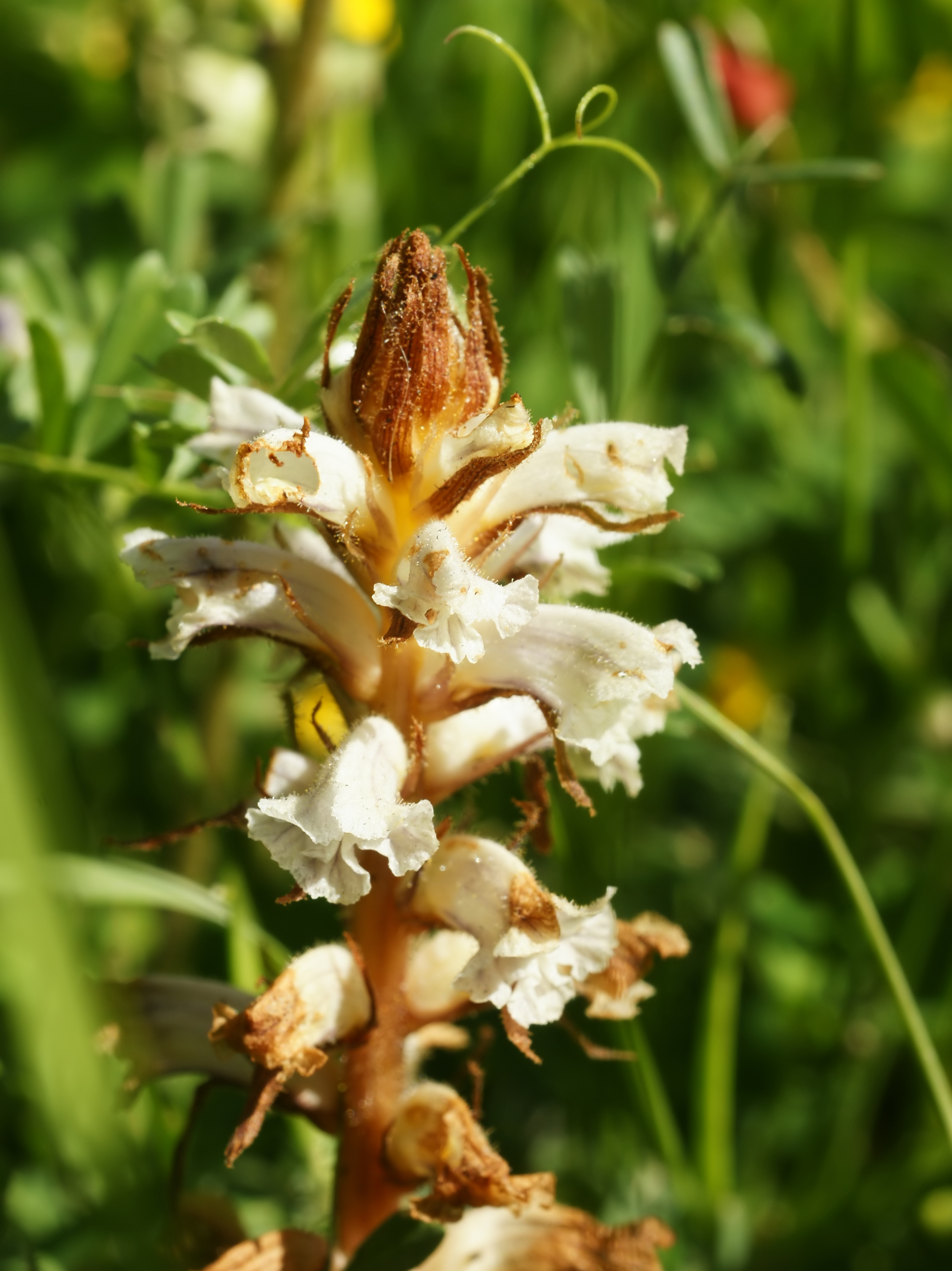
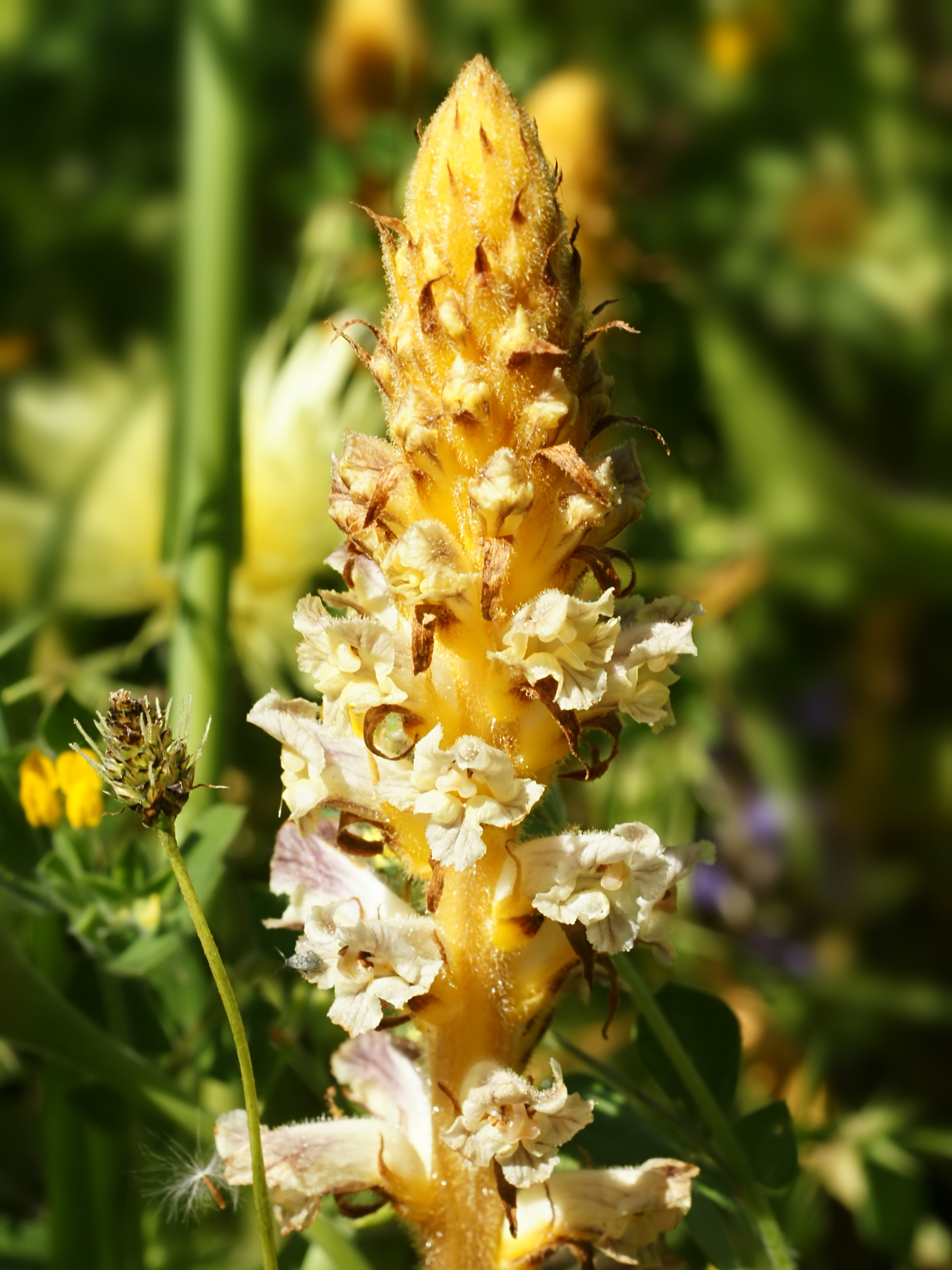